# Francisco Franco Lozano
Francisco Franco Lozano (Sevilla, 1849 - Badajoz, 30 de junio de 1917) fue un filólogo clásico, latinista, helenista, traductor y catedrático de latín español.

## Biografía
Estudió Filosofía y letras y Derecho en la universidad de su ciudad natal. En 1876 obtuvo la cátedra de Latín y Castellano en el Instituto de Cáceres y en 1877 pasó por permuta a la de Badajoz, de cuyo instituto llegó a ser director al menos desde 1884 a 1885 (cuando le separaron del cargo los "fusionistas") y tras un quinquenio, desde 1890 a 1900, cuando lo reemplazó Julio Nombela. Desempeñó diversas comisiones pedagógicas en el Ministerio de Enseñanza en Madrid. Fue hombre, a juicio de F. Sánchez Pascual, "muy religioso y de talante muy conservador", por lo que tuvo fricciones con otro ocasional director, Máximo Fuertes Acevedo, que le valieron un expediente en 1886. Al fallecer Máximo Fuertes fue elegido de nuevo director en 1890. Con el catedrático de castellano de Badajoz Rafael Lama y Leña escribió e imprimió una Gramática elemental de la lengua latina y castellana, Gijón, 1892 y una colección de fragmentos de autores clásicos latinos y castellanos, además de un Diccionario latino-español (probablemente, el glosario adjunto a su antología); él por sí solo algunas traducciones del griego y artículos en el periódico El Orden y El Pacense de Badajoz, así como en Revista Baethuria y en El Águila Extremeña (1899-1900). Asimismo mantuvo correspondencia (41 cartas) con el erudito sevillano Luis Montoto entre 1889 y 1917 que se conserva en la Universidad de Sevilla, y también, desde 1884, cuando lo conoció en persona en Badajoz, con Fidel Fita, conservadas en el Archivo Histórico de la Provincia de Toledo de la Compañía de Jesús. Fue correspondiente de la Real Academia de Bellas Artes, socio corresponsal del «Círculo filológico Matritense», de «El Areópago» y de la "Associazione dei benemeriti italiani di Palermo", y de la «Academia Sevillana de Buenas Letras», y socio, igualmente corresponsal, de la Sociedad Arqueológica de Figueira da Foz (Portugal) y Comendador de la Orden Portuguesa de Villaviciosa. asimismo fue nombrado viceconsul de Grecia en 1912. El día primero de julio de 1917 falleció en Badajoz

## Algunas obras
- “Pequeñeces” en El Orden, Badajoz, 7 de mayo de 1891.
- "Orfeo, Himno a la muerte. (Traducción directa del griego)” en El Orden, Badajoz, 30 de mayo de 1892.
- "Enseñanza de la niñez” en El Orden, Badajoz, 23 de octubre de 1893.
- "La República y la política de la Iglesia por el Padre Mannus” en El Orden, Badajoz, 10 de diciembre de 1893.
- Con Rafael Lama y Leña, Trozos selectos de aa. clásicos, latinos y castellanos, sagrados y profanos, ordenados y anotados..., Badajoz: La Minerva, 1880. Alcanzó al menos tres ediciones, la última en 1885, también por La Minerva Extremeña de Badajoz, corregida y ampliada. Fue declarada de mérito por el Real Consejo Instrucción Pública.
- Con Rafael Lama y Leña, Gramática elemental de la lengua latina y castellana, Gijón, 1892. Fue declarada también de mérito por el Real Consejo de Instrucción Pública (1893).
- Diccionario latino-español
- Antología latina o Colección selecta de autores latinos antiguos y modernos Badajoz: Uceda Hermanos, 1915 (3.ª ed.).
- Diálogo de los muertos de Luciano de Samosata. Traducción directa del griego.
- Traducción directa de "3 salmos, según la interpretación de Sidonio Apolinar". Publicados en el Boletín-Revista del Instituto de Badajoz.
- «Versos dorados de Pitágoras». Igualmente traducidos directamente del griego y publicados en el Boletín-Revista.
- Traducción del «Idilio 2.° y 5.° de Teócrito». Insertos en El Domingo de Badajoz y en el Ateneo de Vitoria, respectivamente.
- Homilía de S. Juan Crisóstomo. Traducida del griego.
- Apología de Sócrates por Jenofonte. Traducida del griego.
- Trozos griegos. Traducción al castellano.
- «Prólogo» de A. Muñoz de Rivera, Geografía de la Provincia de Badajoz, Badajoz: La Industria, 1894.
- Crítica de la obra de M. Vivas Tabero Gloria de Zafra o recuerdos de mi patria.
- José Moreno Nieto arabista, 1896